# Пронькино (Еврейская автономная область)
Про́нькино — село в Биробиджанском районе Еврейской автономной области, входит в состав Валдгеймского сельского поселения.

## География
Село Пронькино стоит на левом берегу реки Бира.
Дорога к селу Пронькино идёт на юго-восток от Биробиджана через сёла Птичник, Валдгейм и Красный Восток.
Расстояние до села Валдгейм — около 7 км, расстояние до Биробиджана — около 17 км.
На юг от села Пронькино идёт дорога к селу Аэропорт и далее до села Русская Поляна.

## Население
| 1992 | 2002 | 2010 |
| ---- | ---- | ---- |
| 532  | ↗539 | ↘481 |

## Улицы
- ул. Набережная,
- ул. Центральная,
- ул. Школьная,
- ул. Шоссейная,
- ул. Юбилейная.

## Экономика
Сельскохозяйственные предприятия Биробиджанского района.